# Lakansväv
Lakansväv (även allväv) är ett bomullstyg vävt i tuskaft. Tyget används som namnet anger ofta till sängkläder. Numera är lakansväv en relativt tunn väv, äldre lakansväv är ofta av tjockare kvalitet.